# 달마 앤 그렉
《달마 앤 그렉》(영어: Dharma & Greg)은 1997년부터 2002년까지 ABC에서 총 5 시즌 방영한 미국의 시트콤 텔레비전 시리즈이다.
1999년 제나 엘프먼이 제56회 골든 글로브상 뮤지컬·코미디 텔레비전 시리즈 부문 여우주연상을 수상하였다.

## 개요
히피 부모를 둔 자유분방한 요가 강사 다마(제나 엘프먼 분)와 부잣집에서 자란 고지식한 변호사 그레그(토머스 깁슨 분)가 지하철에서 서로를 보자마자 첫눈에 반해 모든 면에서 상극임에도 불구하고 첫 데이트에서 바로 속전속결로 결혼식을 올린 뒤 일상에서 벌이는 소동을 그린다.

## 출연진
- 제나 엘프먼 - 다마 프리덤 몽고메리 역
- 토머스 깁슨 - 그레고리 클리퍼드 "그레그" 몽고메리 역
- 수전 설리번 - 캐서린 "키티" 몽고메리 역
- 미첼 라이언 - 에드워드 몽고메리 역
- 미미 케네디 - 애비게일 캐슬린 "애비" 오닐 역
- 앨런 레이친스 - 마이런 로런스 "래리" 핑컬스틴 역
- 셰이 들린 - 제인 도 역
- 조엘 머리 - 피터 제임스 "피트" 캐버나 역